# Filialkirche Untertilliach

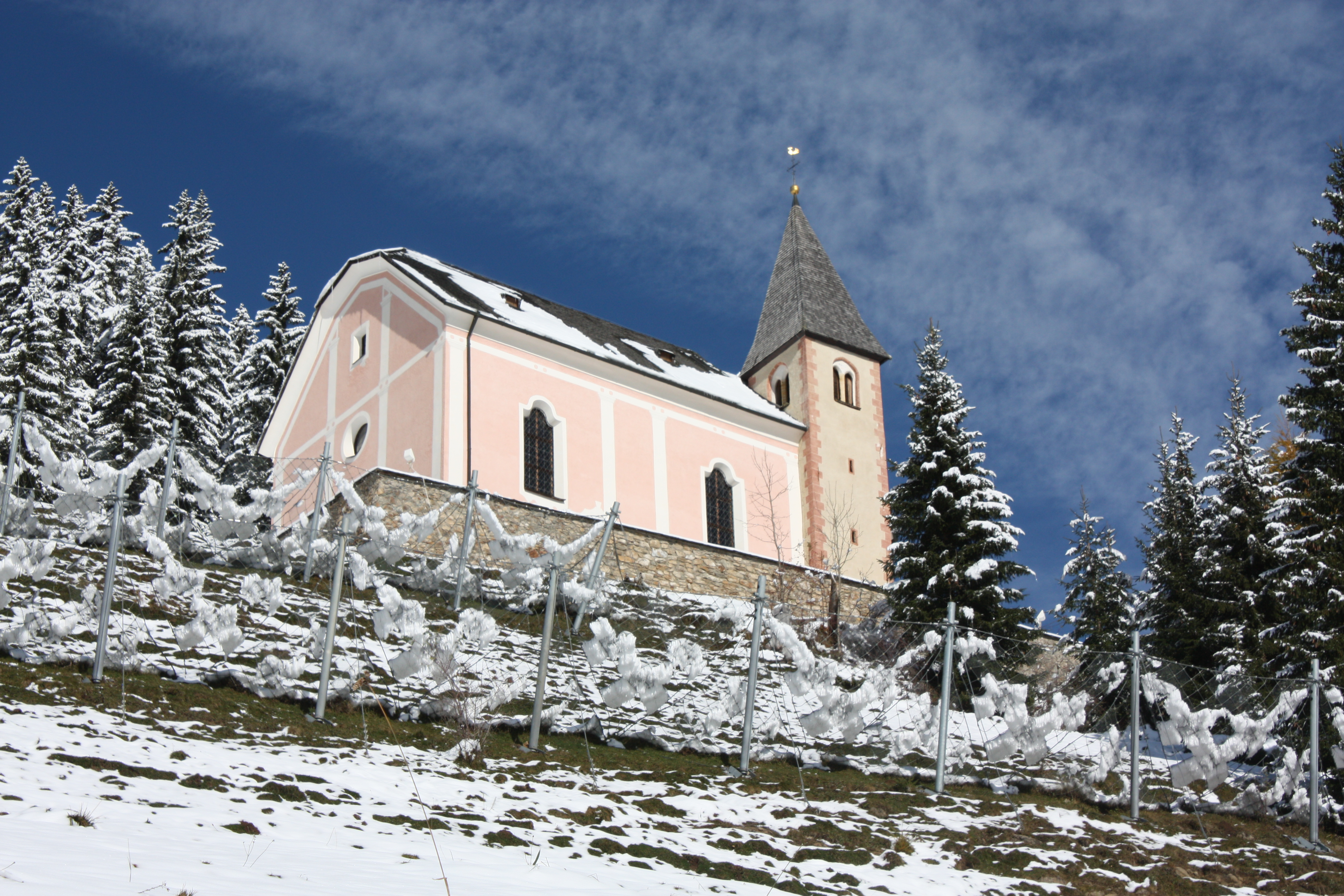
Katholische Filialkirche Hll. Ingenuin und Albuin in Untertilliach

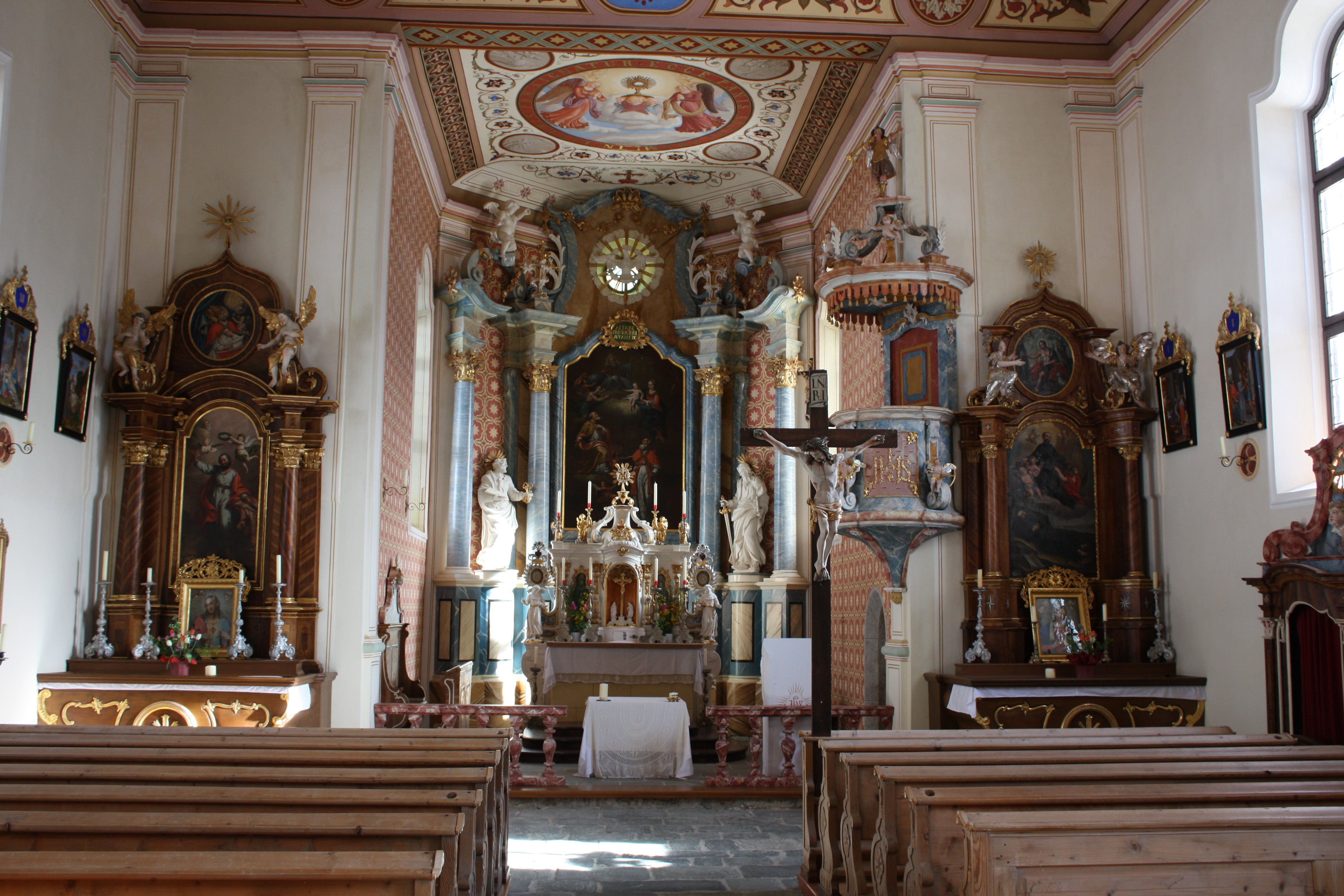
Langhaus, Blick zum Chor

Die römisch-katholische Filialkirche Untertilliach steht hoch über dem Talboden am Kirchberg (St. Jenewein) in der Gemeinde Untertilliach im Bezirk Lienz im Bundesland Tirol. Die dem Patrozinium der Heiligen Ingenuin und Albuin unterstellte Filialkirche gehört zum Dekanat Sillian in der Diözese Innsbruck. Die Kirche steht unter Denkmalschutz (Listeneintrag).

## Geschichte
Bis 1870 war die Kirche Hll. Ingenuin und Albuin die Hauptkirche von Untertilliach. Danach ging der Sitz der Kuratie an die 1891 zur Pfarrkirche Untertilliach erhobene Kirche am Talboden.  
An der Stelle eines kleinen Vorgängerbaues wurde im 15. Jahrhundert ein spätgotischer Neubau errichtet und 1479 geweiht. Um 1785 wurde das Langhaus erweitert, auch die Sakristei ist aus dem 18. Jahrhundert.

## Architektur
Der gotische und barock erweiterte Kirchenbau mit einem Turm unter einem Pyramidendach ist von einem aufgelassenen Friedhof mit einer Umfassungsmauer mit einer eingebundenen Kapelle umgeben.
Das Kirchenäußere zeigt ein Langhaus unter einem steilen Satteldach mit einer Fassadengliederung durch Pilaster und Fensterrahmungen ausgespart in Spritzputz, der gotische Chor mit einem polygonalen Schluss hat einen gestuften Tuffsteinsockel. Die schlichte Westfront zeigt eine Putzgliederung. Es gibt ein südliches Seitenportal. Der Turm in der südöstlichen Chorecke hat gekoppelte Schallfenster in verwilderten gotischen Formen, er trägt ein steiles Pyramidendach mit 1656 und wurde 1846 renoviert. Die Sakristei steht an der Stirnseite des Chores.
Das Kircheninnere zeigt ein Langhaus unter einer flachen Decke mit flachen Stuckpilastern, die Empore mit einer geschwungenen Brüstung steht auf hölzernen Säulen und hat eine Wendeltreppe. Der eingezogene gotische Chor hat einen Fünfachtelschluss und eine Flachdecke, das gotische Portal zum Turm ist spitzbogig. Die Fenster haben Konvexbögen als Abschluss.
Die Deckenmalereien schuf Andreas Lexer 1846, sie zeigen Ornamentmalereien und im Chor Anbetung des Altarsakraments, in Grisaille vier alttestamentarische Szenen und im Langhaus die Heiligen Ingenuin und Albuin verehren den Namen Jesu, König David, die Vier Evangelisten.

## Einrichtung
Der Hochaltar um 1785, freistehend mit Tabernakelwand, hat eine gotische verkleidete Mensa aus Tuffsteinen, er trägt seitlich die Statuen der Heiligen Franziskus und Antonius von Padua, dahinter befindet sich ein Aufbau mit doppelten Säulenstellungen, geschwungenen Gebälkstücken und Putti sowie den seitlichen Statuen der Heiligen Peter und Paul, er zeigt das Bild der Heiligen Ingenuin und Albuin vor Maria und Kind gemalt von Johann Mitterwurzer.
Die Orgel aus dem 18. Jahrhundert wurde in den 2000er Jahren unter der Aufsicht von Robert Bichler komplett renoviert. Eine Glocke aus 1570 wurde in neuerer Zeit umgegossen.